# بیتزن
بیتزن (به آلمانی: Bitzen) یک شهر در آلمان است که در راینلاند-فالتس واقع شده‌است.

## خصوصیات
بیتزن ۸۴۰ نفر جمعیت دارد.